# Den stora korven
Den stora korven är det 7:e musikalbumet av Tunnan och Moroten släppt på julafton den 24 december 2008.

## Låtlista
1. "Tunnan och Hatten - Den stora julkorven" – 2:17
2. "Bajs botar allt" – 1:56
3. "Bajs är knark" – 1:39
4. "Tunnan och Pellefant - Ett mystiskt öga" – 2:10
5. "Tunnan och Dasse - Rädda miljön med bajs" – 2:41
6. "Kött är mord (ät bajs)" – 2:55
7. "Dreamhack med Billy Mitchells ollon" – 2:14
8. "Tunnan och Max Levin - Släpp bajset fritt" – 2:11
9. "Sinnessjuk är inte sjuk" – 2:10
10. "Modern konst" – 1:35
11. "Tunnan och Biberkolben - Stelopererad högerarm" – 2:12
12. "Tunnan och Meskilstuna - Dansa dansa bajsa bajsa" – 2:17
13. "Jobba på reningsverket" – 3:08
14. "Tunnan och Ted Felix - Muskrats in my ass" – 3:55
15. "Give me your acid" – 2:14
16. "Tunnan och Gumpa Brothers - Kannibalernas Ö (extended)" – 4:45